# 10647 Містерз
10647 Містерз (10647 Meesters) — астероїд головного поясу, відкритий 25 вересня 1960 року.
Тіссеранів параметр щодо Юпітера — 3,240.